# 13257 Seanntorres
13257 Seanntorres este o planetă minoră (asteroid), cu un diametru de 6,055 km, din centura de asteroizi. A fost descoperită pe 17 august 1998 la Experimental Test Site⁠(d) de Lincoln Near-Earth Asteroid Research. 
Obiectul prezintă o orbită caracterizată de o semiaxă mare de 2,6870308 UAi, o excentricitate de 0,12, o înclinație de 4,81041 ° în raport cu ecliptica.